# Det bästa som hänt mej är Jesus
Det bästa som hänt mej är Jesus är en psalm med text skriven av Anders Frostenson. Musiken är skriven av Lars Åke Lundberg.

## Publicerad som
- Nr 815 i Psalmer i 90-talet under rubriken "Fader, Son och Ande".